# 網太
網太株式会社（あみた、英: AMITA COMPANY）は、愛知県豊橋市原町1-3に本社を置く日本の編網機メーカー。

## 概要
創業1817年から200年を迎える編網機のパイオニア。主に漁網用の有結網を生産する編網機を製造する。60か国以上に輸出している。

## 沿革
- 1817年（文化14年）- 現在の愛知県知多郡豊浜の地にて、山本太次兵衛が麻網の製造販売を開始。
- 1900年（明治33年）‐ 豊橋に支店を開設。これを創立の年としている。
- 1934年（昭和9年）- 会社組織に変更し、合資会社山本安太郎商店とする。資本金25万円。
- 1937年（昭和12年）-  網太式編網機を68台製作し、蛙股漁網製造工場を建設。輸出部を設け、漁網の海外輸出を開始。
- 1943年（昭和18年）- 代表社員に現会長の父である山本貞が就任。編網機の修理工場として有限会社網太鉄工所設立。
- 1945年（昭和20年）‐ 太平洋戦争により全工場焼失。
  - 戦前の活動を要約すると、本目網業者として、愛知・静岡両県下の数十軒の業者をその傘下に収め、日本国内の網の相場も網太の建値で決まったという[要出典]。
- 1946年（昭和21年）‐ 網太製網合資会社に改称。
- 1949年（昭和24年）- 戦前設備の大半を再建し、資本金を250万円に増資。アミタ横本目網機を完成し、編網機の製造販売という新しい事業の歴史が始まる。
- 1951年（昭和26年）- この年から翌年にかけてタイ・フィンランド・東パキスタン（現・バングラデシュ）・台湾・米国・ブラジルに計13台のアミタ編網機を輸出。
- 1954年（昭和29年）- ナイロン漁網の生産開始。
- 1957年（昭和32年）- 独・ハンブルクにおけるFAO主催の国際漁具会議にて、アミタDKA型蛙股シングル・ダブルノット兼用編網機を展示実演。
- 1963年（昭和38年）‐ 英・ロンドンにおける世界漁具見本市にモノフィラメント[2]漁網製造用機械を展示、モノフィラメントダブルノット漁網製造のパイオニアとしての地位を確立。
- 1967年（昭和42年）‐ MTA型高速編網機完成。この高速機の出現を契機として、世界中の編網機の高速化が始まる。国内特定メーカーに編網機販売。
- 1980年（昭和55年）- ヨーロッパにおける世界漁具見本市に大型トロール用GTA型編網機・RAMIKロープ機を展示。
- 1985年（昭和60年）- メカトロニクスを採用した高速・高性能のYSA型編網機、AW型全自動文銭巻機、AB型プログラマブル自動耳糸交換機を完成し、編網工程の無人化システムを発表する。
- 1986年（昭和61年）- 取締役社長に山本善嗣が就任。NBA型編網機完成。
- 1993年（平成5年）- 中華人民共和国上海市に技術サービスと部品供給を目的とし「上海網太織網機服務中心」を開設。イラン、テヘランで行われたSHI LAT’93見本市にYSAとAWDを展示。
- 1994年（平成6年）- 高速編網機NSBを開発。ベトナム・ハノイの日本工業見本市にNSAとAWDオートマチックワインダーを展示。
- 1995年（平成7年）- 新型GTA 50-10, 25-20を開発。ヨーロッパに輸出される。
- 1996年（平成8年）‐ 上海で見本市が開かれ好評を博す。NSXと第5世代目NSSが開発される。第2世代のモニタリングシステムを開発。NTAとNTSが最新モデルにアップデートされ、8ミリの610シャットル機が開発される。
- 1997年（平成9年）‐ インド・チェンナイ（かつてのマドラス）に技術サービスと部品供給を目的とし、Amita Technical Company Private Limitedを開設。 汎用型自動文銭巻機AWE大型文銭用タイプを開発。AWEがシリーズ化。
- 2000年（平成12年）‐ 網太よりアミタマシーンズへ営業権譲渡。製造･販売をアミタマシーンズへ一体化。
- 2001年（平成13年）- アミタテクニカルサービスを開設。新型MSA・新型YSAを開発。新社屋移転。
- 2002年（平成14年）- ポルトガルにてYSA 22-20を展示。
- 2004年（平成16年）- 新型MSB・MSCを開発。アミタにてMSB7-50・MSC9-40UK・AWDデモにて好評を博した[要出典]。
- 2005年（平成17年）- 扱い易さを追求した新型MSVを開発（耳糸対応・巾替掛替の簡略化対応）。同年9月にはMSB7-60を開発。
- 2007年（平成19年）- アミタエンジニアリングを設立し、営業権を譲渡。8月にはMSE6-60Sを開発。
- 2010年（平成22年）8月 - MSW9-60を開発。
- 2013年（平成25年）‐ 社屋屋根に太陽光発電を設置。
- 2014年（平成26年）6月 - MSW22-25を開発。
- 2015年（平成27年）‐ 三世代目のGTAを開発。2軸サーボ装置を追加。
- 2016年（平成28年）12月 - MSE6-80SとMSW14-40を開発。工場の水銀灯をLED化。
- 2017年（平成29年）- インドATC新工場完成。

## 主な製品
- 編網機
- 文銭巻機
- 縦引機
- 横引機
- モニタリングシステム

## 社名の由来
- 創業家の先祖である山本太次兵衛からの網屋の太次兵衛より由来。

## ミュージアム
本社敷地内に編網機や網の歴史が見られるミュージアムが設置されている。

## グループ企業

### 株式会社アミタマシーンズ
- 設立：2008年（平成20年）
- 資本金：800万円
- 日本
- 本社・工場：〒441-3111 愛知県豊橋市原町貉山字1-3[1]
- 事業内容：アミタ編網機並びに付属機械・産業用ロボット・産業機械・治工具等の開発・製造・販売、及びそれらに関する自動制御システム・ソフトウェアの開発。各種網製品・撚糸・ロープの販売。

### AMITA TECHNICAL COMPANY PVT LTD (ATC)
- 設立：1997年（平成9年）
- インド・チェンナイ
- 本社・工場： No.G-106, SIPCOT Industrial Park,Vallam Vadagal Village, Sriperumbudur Taluk, kanchipuram District- 602105
- 事業内容：編網機及び関連機器のメンテナンス等の技術サービス。編網機及び関連機器の部品・製造販売。編網機の販売仲介。